# Friedrich von Dönhoff
Le comte Friedrich von Dönhoff (né le 24 mai 1639 à Waldau (de) et mort le 16 février 1696 à Memel) est un lieutenant général brandebourgeois.

## Biographie
Friedrich von Dönhoff est le fils du gouverneur de Pernau Magnus Ernst von Dönhoff (de) (mort le 18 juin 1642) et de la comtesse Katharina von Dohna (morte en 1659). Le 18 mai 1667, Friedrich von Dönhoff entre en tant que lieutenant-colonel et commandant d'un régiment, plus tard le 2e régiment d'infanterie prussien. Le 24 juin 1668, il devient colonel et chef de ce régiment qui porte ainsi son nom. En 1673, il est envoyé par le Grand Électeur aux élections royales polonaises. Il est général de division depuis le 10 avril 1678 et gouverneur de Memel depuis le 18 juillet. Le 5 mars 1684, il est promu lieutenant général et en 1688, il est nommé chambellan en chef. L'année suivante, il devient un véritable conseiller secret du budget et de la guerre, et en 1692 il devient également chef de la compagnie de garnison de Memel, où il meurt en 1696.

## Famille
Le 13 novembre 1664, Friedrich comte von Dönhoff se marie avec Eleonore Katharina Elisabeth von Schwerin (de) (née le 10 octobre 1646 à Cölln et mort le 14 octobre 1696 à Friedrichstein). Sa fille Eleonore von Dönhoff (de) épouse le général brandebourgeois Hans Albrecht von Barfus (de).
Ses fils sont les comtes :
- Otto Magnus von Dönhoff (1665-1717) lieutenant général et envoyé brandebourgeois-prussien
- Bogislaw Friedrich von Dönhoff (de) (1669-1742) général de division brandebourgeois-prussien
- Ernst Wladislaus von Dönhoff (de) (1672-1724), lieutenant général brandebourgeois-prussien
- Alexander von Dönhoff (1683-1742) lieutenant général prussien et confident du roi Frédéric-Guillaume Ier